# Provincia di al-Sharqiyya
La provincia di al-Sharqiyya, o Provincia Orientale è la più grande provincia dell'Arabia Saudita. Si trova nell'est del Paese, sulle coste del Golfo Persico, e confina con il Kuwait, il Qatar, gli Emirati Arabi Uniti, l'Oman e lo Yemen. Ha una superficie di 710.000 km² e una popolazione di 3.360.157 abitanti (2004). Il suo capoluogo è Dammam.

## Geografia fisica
Ad alcuni chilometri dal capoluogo c'è la seconda città della provincia, al-Khobar, importante porto marittimo. Il Ponte-Viadotto Re Fahd collega la provincia al Bahrein.

## Storia
La provincia fu presa dai Sauditi all'Impero ottomano nel 1914. Era conosciuta come Al Hasa sotto l'Impero ottomano, e come Bahrein nel periodo preislamico. Le uniche città antiche sono Qatif e Al Hasa; le altre furono costruite nel XX secolo e non esistevano prima dello sfruttamento petrolifero.
L'Aramco, la compagnia petrolifera del paese, ha sede a Dhahran. I giacimenti di petrolio e gas naturale dell'Arabia Saudita sono collocati quasi tutti in questa provincia.
Anche il secondo prodotto del paese, i datteri, è parte importante dell'economia della Provincia Orientale.

## Governatorati
- Al-Ahsa
- Abqaiq
- Al-Jubail
- Ras Tanura
- Qatif
- Khobar
- Hafr Al-Batin
- Khafji
- No'ayriyah
- Qaryat Al-Olayah

## Città principali
- Dammam: Capoluogo della provincia, terza città dell'Arabia Saudita dopo Riad e Jedda e porto principale
- Al-Ahsa: La più grande oasi del mondo
- Khobar: Importante centro commerciale
- Dhahran: Centro dell'industria petrolifera e sede dell'Aramco
- Qatif: Grande oasi sulla costa del Golfo Persico e maggiore centro di pesca del paese.
- Al-Jubail: Città industriale
- Abqaiq: Sede di stabilimenti petroliferi e metaniferi
- Ras Tanura: Maggiore centro per la raffinazione del petrolio, sede di numerose piattaforme offshore.
- Udhayliyah: Centro per la produzione e la raffinazione del petrolio
- Khafji: Città industriale, molto vicina al confine con il Kuwait, occupata dalle forze irachene nella Guerra del Golfo
- Hafr Al-Batin

## Elenco dei governatori
- Abd Allah bin Jalawi bin Turki Al Sa'ud (.... - ....)
- Sa'ud bin Abd Allah bin Jalawi Al Sa'ud (.... - ....)
- Abdul Mohsen bin Abd Allah bin Jalawi Al Sa'ud (.... - 1985)
- Muhammad bin Fahd Al Sa'ud (1985 - 14 gennaio 2013)
- Sa'ud bin Nayef Al Sa'ud, dal 14 gennaio 2013

## Elenco dei vice governatori
- Fahd bin Salman Al Sa'ud (febbraio 1986 - febbraio 1993)
- Sa'ud bin Nayef Al Sa'ud (febbraio 1993 - 2003)
- Jalawi bin Abd al-Aziz bin Mosaad Al Sa'ud (2 giugno 2004 - 12 novembre 2014)
- Ahmed bin Fahd Al Sa'ud (22 aprile 2017 - 12 dicembre 2023)
- Sa'ud bin Bandar bin Abd al-Aziz Al Sa'ud, dal 12 dicembre 2023